# Grayville, Illinois
Grayville là một thành phố thuộc quận White, tiểu bang Illinois, Hoa Kỳ. Năm 2010, dân số của thành phố này là 1666 người.

## Dân số
Dân số qua các năm:
- Năm 2000: 1725 người.
- Năm 2010: 1666 người.